# Fabio Arroyave
Fabio Alonso Arroyave Botero (Andes, Antioquia, 6 de marzo de 1960) es abogado y político colombiana que ejercía como Miembro de la Cámara de Representantes de Colombia por el Valle del Cauca desde 2014 hasta 2022. Fue concejal de Cali por el Polo Democrático Alternativo entre el 2008 y el 2011. 

Actualmente ocupa una curul en el concejo de Cali por el partido Liberal en el periodo 2020 -2023. 

## Carrera política
En las Elecciones legislativas de Colombia de 2014 obtuvo una curul en la Cámara de Representantes de Colombia a nombre del Partido Liberal Colombiano en la circunscripción del Valle del Cauca, gracias a 24.389 votos.